# Arrigo Pedrollo
Arrigo Pedrollo (5 de diciembre de 1878 en Montebello Vicentino – 23 de diciembre de 1964 en Vicenza ) fue un compositor italiano. Su padre fue su primer maestro; a los trece años entró en el Conservatorio de Milán. Entre sus maestros estuvo Gaetano Coronaro. En su graduación en 1900, se interpretó la única sinfonía de Pedrollo, bajo la dirección de Arturo Toscanini. En cambio, eligió componer óperas en un elenco wagneriano; en 1908 se estrenó en Cremona su primera, Terra promessa. Su segunda, Juana, ganó el Premio Sonzogno de 1949. Entre 1920 y 1936 se estrenaron seis óperas más. En 1922 se convirtió en director del Conservatorio de Vicenza. En 1930 regresó a Milán para enseñar composición en el conservatorio milanés; ocupó ese cargo hasta 1941. Pedrollo se jubiló a los ochenta y cinco, cinco años antes de su muerte.